# پایگاه آب‌نشین کاکی
پایگاه آب‌نشین کاکی (به انگلیسی: Kake Seaplane Base) یک فرودگاه همگانی بهره‌برداری هوایی با کد یاتا KAE است که یک باند فرود آب دارد و طول باند آن ۳۰۴۸ متر است. این فرودگاه در شهر کاکی، آلاسکا کشور ایالات متحده آمریکا قرار دارد و در ارتفاع ۰ متری از سطح دریا واقع شده‌است.